# ノムラ・ジャパン
ノムラ・ジャパン株式会社は、東京都中央区日本橋堀留町2丁目1番3号に本社を置く、旧野村財閥系の喫茶材、アイスクリーム等を製造・販売する会社。
貿易事業部は主に韓国・中国向けで輸出・輸入業務を行っており、化学材料や電子部品なども扱っている。

## 事業所所在地
- 本社:東京都中央区日本橋堀留2丁目1番3号 ヤマトインターナショナル日本橋ビル1F
- 王子工場:東京都北区昭和町3丁目1番4号